# علاف‌ها (فیلم)
علاف‌ها (به هندی: Fukrey) یا تنبل‌ها (به انگلیسی: Slackers) فیلمی هندی محصول سال ۲۰۱۳ و به کارگردانی مریگدیپ سینگ لامبا است. در این فیلم بازیگرانی همچون پولکیت سامرات، مانجوت سینگ، علی فضل، وارون شارما، پریا آناند، ویشاکا سینگ، پانکاج تریپاتی و ریچا چادا ایفای نقش کرده‌اند. فیلم بازگشت علاف‌ها دنباله این فیلم است.